# Global Investigations Review
Global Investigations Review (GIR) é um portal sediado em Londres que oferece noticias diárias, análises e eventos ao vivo na prática de investigações internacionais. Em 2015, o GIR foi adquirido por Just Anti-Corruption, um serviço de notícias online com sede em Washington com foco nas leis e práticas anti-suborno ao redor do mundo.

## Áreas de atuação
- Anti suborno e corrupção [2]
- Antitrust [2]
- Serviços financeiros de má conduta [2]
- Fraudes [2]

## Premiações
Em 24 de setembro de 2015, as investigações da força-tarefa do Ministério Público Federal (MPF) na Operação Lava Jato tiveram reconhecimento internacional com o recebimento do prêmio anual da Global Investigations Review (GIR), na categoria órgão de persecução criminal ou membro do Ministério Público do ano. Os procuradores Carlos Fernando dos Santos Lima, Deltan Martinazzo Dallagnol e Roberson Henrique Pozzobon representaram a equipe de onze membros da força-tarefa na cerimônia em Nova Iorque.
O Global Investigations Review (GIR) instituiu o prêmio para celebrar os investigadores e as práticas de combate à corrupção e compliance que mais impressionaram no último ano. Em seis categorias, foram reconhecidas práticas investigatórias respeitadas e admiradas em todo o mundo. A força-tarefa concorreu com investigações famosas como a do caso de corrupção na Fifa. Os países que disputaram o prêmio com o Brasil foram Estados Unidos, Noruega, Reino Unido e Romênia.
A força-tarefa do MPF na operação é formada por procuradores da República que estão na linha de frente da investigação na primeira instância da Justiça Federal do Paraná, a força-tarefa do MPF na Operação Lava Jato investiga um mega-esquema criminoso de corrupção envolvendo a Petrobras desde abril de 2014.